# 진자 (템플릿 엔진)
진자(Jinja)는 파이썬용 웹 템플릿 엔진이다. 아민 로나처가 개발하였으며 BSD 허가서로 라이선스된다. 진자는 장고 템플릿 엔진과 비슷하지만 파이썬과 비슷한 식을 제공하면서 템플릿이 샌드박스 안에서 평가되는 것을 보장한다. 텍스트 기반 템플릿 언어이기 때문에 마크업과 소스 코드를 모두 생성할 수 있다.